# Stari Ras
Stari Ras of Ras  was in de vroege middeleeuwen de hoofdstad van de Servische staat Raška, die meerdere Servische stammen uit de Balkan verenigde. De historische plaats werd door archeologen ontdekt op een berg boven het dal van de Raška.
In de 6e eeuw werd de vesting "Arsa" reeds door de Oost-Romeinse historicus Procopius vermeld. De vestiging zou zijn opgericht onder Justinianus I.
In Servië werd Ras een belangrijke plaats bij de Servisch-Byzantijnse grens, en de zetel van een bisdom. In de 12e eeuw werd het onder Vukan van Raška hoofdstad. Ras gaf tevens zijn naam aan het hoofdgebied van het middeleeuwse Servië, dat later de basis van het Rijk van Nemanjić zou worden. De benamingen "Serviër" en "Rasziër" zouden nog tot de 18e eeuw vaak door elkaar gebruikt worden.
In de 13e eeuw werd Stari Ras verwoest, vermoedelijk door de Mongolen.
De bevolking trok naar een lager gebied, waar de nieuwe stad Raška ontstond.
in 1979 werd Stari Ras samen met het nabijgelegen Sopoćani-klooster en de Sint-Petruskerk (de oudste kerk van Servië) opgenomen in de UNESCO-Werelderfgoedlijst. 

## Etymologie
Stari staat voor "oud" 
Volgens de Servische wetenschapper Radivoj Radić is de plaatsnaam Ras van Romeinse oorsprong: het Latijnse verbum "ardere" (branden of gloeien) zou door de metathese ars-ras tot het Slavische "Ras" geleid hebben. De plaatsnaam zou zo naar brandlandbouw verwijzen.